# Séné
 Séné  (en bretón Sine) es una población y comuna francesa, situada en la región de Bretaña, departamento de Morbihan, en el distrito de Vannes y cantón de Vannes-Est.

## Demografía
| 2353 | 2744 | 3596 | 4599 | 6180 | 7868 |
| Para los censos de 1962 a 1999 la población legal corresponde a la población sin duplicidades (Fuente: INSEE [Consultar]) |      |      |      |      |      |